# Arrival (저니의 음반)
| 전문가 평가   | 전문가 평가 |
| 평가 점수     | 평가 점수   |
| 출처          | 점수        |
| ------------- | ----------- |
| AllMusic      | [ 1 ]       |
| Rolling Stone | (mixed)     |
| PopMatters    | (favorable) |

《Arrival》은 2001년 4월 3일에 발매된 미국의 록 밴드 저니의 열한 번째 스튜디오 음반이다. 한 곡이 대체된 버전은 2000년에 일본에서 발매되었다. 이 음반은 인기 있는 프론트맨 스티브 페리를 대신한 새로운 리드 보컬리스트 스티브 오제리와 밴드의 드러머로 스티브 스미스를 대신한 딘 카스트로노보가 함께한 밴드의 첫 번째 정규 스튜디오 음반이었다.
《Arrival》은 1970년대와 1980년대의 밴드 소재와 유사한 하드 록 영향을 보여주며, 또한 페리와 함께 달성한 밴드의 시그니처 스타일의 여러 발라드를 특징으로 한다. 프론트맨 오제리의 보컬 작업 또한 페리와 상당히 유사한 스타일을 유지하고 있다. 상업적으로 비교적 성공적으로 《빌보드》 톱 인터넷 음반 차트에서 12위에 올랐지만, 일부는 음반 공식을 고려하는 한편 닐 숀의 기타 연주와 같은 요소를 칭찬했다.

## 배경
이 음반은 2000년 후반에 일본에서 발매되었고, 인터넷으로 유출되었다. 미국 팬들의 부정적인 반응은 밴드가 더 단단한 록 에지를 가진 두 곡을 더 녹음하고, 이 새로운 트랙들이 포함될 때까지 미국에서의 음반 발매를 연기하도록 자극했다. 〈I'm Not That Way〉라는 곡은 미국 버전에서 삭제되었고, 〈World Gone Wild〉와 〈Nothing' Comes Close〉라는 곡이 추가되었다.
〈All the Way〉는 《빌보드》 어덜트 컨템포러리 차트에서 13주를 보내며 22위까지 올랐다. 이 음반은 빌보드 200 차트에서 56위로 정점을 찍었고, 《Arrival》은 1977년의 《Next》 이후 미국 음반 산업 협회로부터 적어도 골드 인증을 받지 못한 이 밴드의 첫 번째 음반이었다. 또한 1975년 자칭 데뷔 이래로 이 밴드의 레이블이었던 컬럼비아 레코드 산하의 그들의 마지막 스튜디오 음반이었다.

## 곡 목록
| #   | 제목                         | 작사·작곡                                      | 재생 시간 |
| --- | ---------------------------- | ---------------------------------------------- | --------- |
| 1.  | 〈Higher Place〉             | 잭 블레이즈, 닐 숀                             | 5:10      |
| 2.  | 〈All the Way〉              | N. 숀, 조나단 케인, 테일러 로즈, 스티브 오제리 | 3:35      |
| 3.  | 〈Signs of Life〉            | N. 숀, J. 케인, 엘리자베스 케인                | 4:54      |
| 4.  | 〈All the Things〉           | N. 숀, J. 케인, 안드레 페시스                  | 4:24      |
| 5.  | 〈Loved by You〉             | J. 케인, 타미 하일러, 킴 트리블                | 4:03      |
| 6.  | 〈Livin' to Do〉             | N. 숀, 맷 숀, J. 케인, 트리블                  | 6:25      |
| 7.  | 〈World Gone Wild〉          | 블레이즈, N. 숀, J. 케인                       | 6:00      |
| 8.  | 〈I Got a Reason〉           | 블레이즈, N. 숀, J. 케인                       | 4:20      |
| 9.  | 〈With Your Love〉           | N. 숀, J. 케인, E. 케인                        | 4:25      |
| 10. | 〈Lifetime of Dreams〉       | N. 숀, J. 케인, 트리블                         | 5:29      |
| 11. | 〈Live and Breathe〉         | N. 숀, J. 케인, 오제리                         | 5:15      |
| 12. | 〈Nothin' Comes Close〉      | N. 숀, J. 케인, 오제리                         | 5:41      |
| 13. | 〈To Be Alive Again (Edit)〉 | J. 케인, 오제리, 트리블, 에릭 바질리안         | 4:22      |
| 14. | 〈Kiss Me Softly〉           | 블레이즈, N. 숀, 오제리                        | 4:48      |
| 15. | 〈We Will Meet Again〉       | N. 숀, 오제리, 트리블                          | 5:06      |